# Vladimir Petrovič Mezencev
Vladimir Petrovič Mezencev, (in russo Владимир Петрович Мезенцев?) (Varsavia, 22 dicembre 1781 – San Pietroburgo, 2 gennaio 1833), è stato un ufficiale russo.

## Biografia
Era il figlio di Pëtr Fëdorovič Mezencev (1734-1792), e di sua moglie, Elizaveta Alekseevna Pustoškina.

## Carriera
Il 16 agosto 1782 entrò nel Reggimento Preobraženskij. Il 1º gennaio 1796 venne promosso a guardiamarina.
Il 28 settembre 1800 venne promosso al grado di colonnello. Nel 1802 è stato nominato aiutante del generale di fanteria, il conte Tatiščev. Nell'agosto 1805 venne trasferimento nell'esercito Michail Kutuzov. Partecipò alla battaglia di Krems. Nella battaglia di Austerlitz, dove il suo reggimento ha perso oltre l'80% dei soldati, venne ferito da un proiettile alla testa e catturato dai francesi.
Al suo ritorno in Russia, nei primi mesi del 1808, prestò servizio prima nel Mar d'Azov e poi in un reggimento a Minsk, di cui venne nominato comandante. Partecipò alla guerra russo-svedese (1808-1809).
Combatté nelle guerre napoleoniche. Per il suo coraggio nella battaglia di Kljasticy, il 18 ottobre 1812 fu promosso a maggiore generale.
Si ritirò brevemente dall'esercito in seguito a una brutta ferita alla testa. Nell'estate del 1813 tornò sul campo di battaglia a comando della 5ª divisione di fanteria. Partecipò alle battaglie di Lipsia, Bar-sur-Aube, Labressel, Fère-Champenoise e Romainville.
Dopo la guerra, comandò la 2ª brigata della 5ª divisione di fanteria e il 14 novembre 1817 fu nominato capo della 5ª divisione di fanteria. Il 2 gennaio 1826 si ritirò dall'esercito.

## Matrimonio
Nel 1818 sposò la contessa Vera Nikolaevna Zubova (1800-1863), figlia di Nikolaj Aleksandrovič Zubov. Ebbero sei figli:
- Aleksandr Vladimirovič (1819-1823);
- Natal'ja Vladimirovna (1820-1895), sposò Sergej Aleksandrovič Obolenskij;
- Michail Vladimirovič (1822-1888);
- Elizaveta Vladimirovna (1823-1852);
- Sof'ja Vladimirovna (1825-1914), sposò Nikolaj Fedorovič Mosalsk;
- Nikolaj Vladimirovič (1827-1878).

## Morte
Morì il 2 gennaio 1833 a San Pietroburgo e fu sepolto nel monastero di San Sergio.